# کلیسای گئورگ مقدس دزوراباش
کلیسای گئورگ مقدس، دزوراباش (ارمنی: Ձորաբաշի Սուրբ Գևորգ եկեղեցի) یک کلیسا متعلق به کلیسای حواری ارمنی واقع در شهر تفلیس،  گرجستان می‌باشد. ساخت و ساز این ساختمان در سال ۱۶۰۰ میلادی؛ به پایان رسید. این بنا به سبک معماری ارمنی طراحی شده است.